# Edmond De Maertelaere

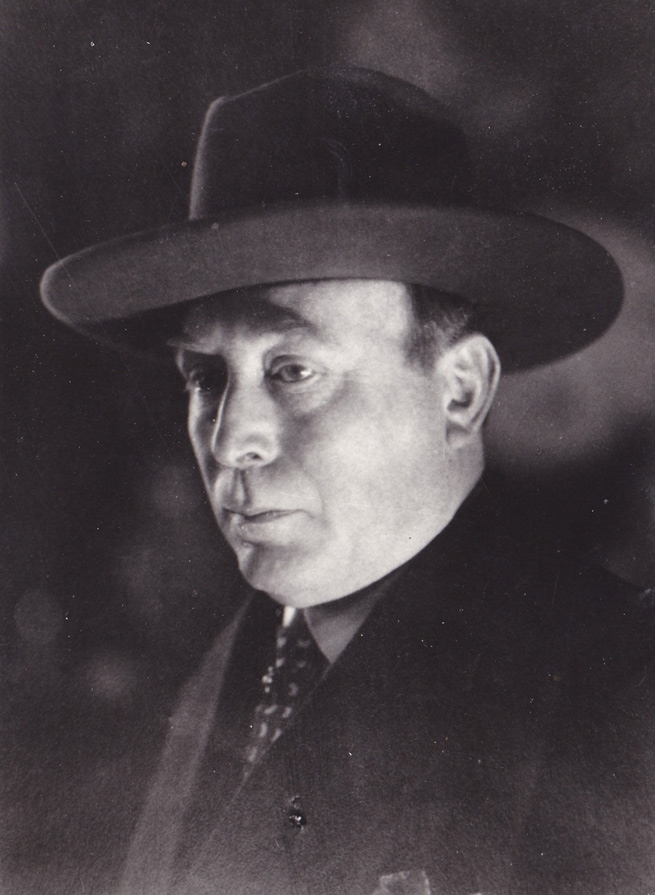
Edmond De Maertelaere

Edmond De Maertelaere (Gent 8 oktober 1876 - Gent 4 november 1938) was een Belgische schilder van stillevens en portretten.

## Biografie
Edmond De Maertelaere werd geboren te Gent op 8 oktober 1876 als zoon van Polydorus De Maertelaere (Gent) en Maria Theresia Van Der Straeten (Asper).
Edmond behaalde al op 14-jarige leeftijd een eerste prijs in siertekenen aan de Nijverheidsschool. Nadien ingeschreven aan de "Koninklijke Academie van Teeken-, Beeldhouw- en Bouwkunde der Stad Gent", zoals men toen de Akademie voor Schone Kunsten heette, verliet hij in 1898 als laureaat deze instelling, ontving de gouden medaille en een premie van drieduizend frank. Met dit geld, in die tijd een klein fortuin, ging Edmond De Maertelaere naar Parijs en vervolmaakte zich gedurende twee jaar aan de Académie Julian, onder leiding van Jean-Paul Laurens, waar hij trouwens o.m. Paul Gauguin als klasgenoot had. Het stelde hem ook in staat naar Florence, Rome, Wenen en München te reizen, om er het werk van de grote meesters te bestuderen. In het Bretonse Pont-Aven vond hij een ideaal artistiek klimaat.
Na de Parijse periode vestigde Edmond De Maertelaere zich in het St.-Elisabethbegijnhof te Gent en bleef er heel zijn leven wonen in het ruime pand nummer 7 (nu nr 11) van de Sophie Van Akenstraat. 
Constant Permeke, Frits Van Den Berghe, Domien Ingels, Albert Servaes, Gustave Dierkens en Henri Van Melle woonden of werkten over een lange periode samen in zijn ruim pand in de Sophie Van Akenstraat. Eens aangesteld als docent aan de Gentse Akademie heeft hij een opvallende terughoudendheid aan de dag gelegd. Noch aan grote officiële gezamenlijke, noch aan plaatselijke collectieve tentoonstellingen nam hij deel. Zijn consequent onafhankelijk karakter werkte enerzijds nadelig op de verspreiding van zijn naam, doch had het voordeel dat zijn tekeningen, aquarellen, gouaches, pastels en schilderijen door een kennerspubliek werd geapprecieerd en gekocht.
Edmond De Maertelaere hield veel van Oostende en verbleef er vaak. Voor zijn tijd was deze artiest een bereisde man die dikwijls in den vreemde werkte en exposeerde. Meermaals bezocht hij Duitsland, Engeland, Frankrijk, Italië, Nederland, Oostenrijk, Spanje en Zwitserland. Hij huwde in 1927 met Augusta Van Acker. Ze was zijn leerlinge en dochter van een bloemist uit Lochristi.

De Maertelaere was zowel als schilder en tekenaar actief, hij heeft zich bekwaamd in verschillende genres en onderwerpen: 
- Het stilleven: het bloemstuk, tafelstuk
- Het landschap: de vissershaven, panoramische gezichten
- Portretten: vissersvolk, het vrouwelijk naakt, de menselijke figuur, het moeder-en-kind tafereel, ballet- en dansscènes
- Genrestukken: religieuze onderwerpen, typische verbeeldingswerken met sterk symbolische inhoud.

In 2013 werd bij het verlaten van het pand in de Sophie Van Akenstraat het schilderij "De kruisafname" geschonken aan de Begijnhofkerk van het Groot Begijnhof Sint-Elisabeth te Gent, en er tevens opgehangen.
Naast dit alles ontwierp hij ook talloze affiches voor o.a. de Gentse Floraliën, glasramen voor kerken waaronder de kerk van Erwetegem, illustreerde hij boeken, schilderde werken op bestelling zoals een sousbois met dreef uit het park van Kasteel van Leeuwergem, schilderde talrijke muurschilderijen waaronder een negendelige reeks Zwitserse zichten in "Den grooten Vos" in de Rodenbachstraat te Gent.
Edmond De Maertelaere behoorde tot die generatie kunstenaars van wie de meesten tussen beide wereldoorlogen door het opkomende expressionisme op de achtergrond werden gedrongen. Het poëtisch realisme, hier en daar door de symboliek beïnvloed, aardde niet meer in een sfeer van expressie en ideoplastische vormentaal. De Maertelaere ontving talrijke onderscheidingen, eerste prijzen en andere officiële waarderingen in binnen- en buitenland. Zijn werk is opgenomen in de musea van Gent, (o.a. Stilleven met Dahlia's in Museum voor Schone Kunsten, Bleu d'Outremer in het M.i.a.t., Ruïnes van de Sint-Baafs Abdij in het Huis van Alijn) Sao Polo, Rio De Janeiro, Texas, Wenen, Stockholm en in tal van privé verzamelingen.
Edmond De Maertelaere stierf in 1938 op 62-jarige leeftijd te Gent en liet zijn vrouw (Augusta) en vierjarige zoon Raphaël (23/2/1934 - 10/05/2017) na, die tot zijn pensioenleeftijd decorontwerper was bij de VRT.
In 2026 zal het 150 jaar geleden zijn dat hij werd geboren.

## Tentoonstellingen
- 1899 Provinciale tentoonstelling Kunst en Kennis - Groepstentoonstelling met Jules De Praetere, Gustaaf De Smet, Leon De Smet, Jules Miry.
- 1901 Voorzaal der Hoogeschool - Groepstentoonstelling met Oscar Coddron, Alfons Dessenis, Gustave Dierkens, Maurice Sys, Fritz Van Den Berghe, Jules Vits.
- 1921 Cercle Artistique et Litéraire - Groepstentoonstelling met Albert Baertsoen, Albert Claeys, Domien Ingels, Albert Saverys, Georges Verbanck.
- 1923 Cercle Artistique et Litéraire - Groepstentoonstelling met Achiles Bentos, Oscar Coddron, Evariste De Buck, Leonard De Buck, Gustaaf Dierkens, Albert Servaes.
- 1924 Cercle Artistique et Litéraire - groepstentoonstelling met Robert Aerens, Leonard De Buck, Leon Sarteel, Geo Verbanck.
- 1924 Antwerpen - zaal J. Oor - Groepstentoonstelling met Oscar Coddron, Leonard De Buck, Rodolphe De Saegher, Leon Sarteel.
- 1929, 1930, 1932  Gent - Zaal Taets (De Kouter)
- 1934 Antwerpen - zaal Buyle
- 1935 Aalst - Belfortzaal
- 1937 Moerbeke Waas - Groepstentoonstelling met Valerius De Saedeleer, Albert Servaes, Achiel Van Sassenbrouck, Albert Saverys, Léon Spanoghe, Leon Piron, Albert Claeys.
- 1938 Gent - zaal Rubens
- 1973 Laarne - Retrospectieve tentoonstelling galerie Malpertus
- 1978 Deurle - Retrospectieve tentoonstelling Museum Leon De Smet

## Fotogalerij

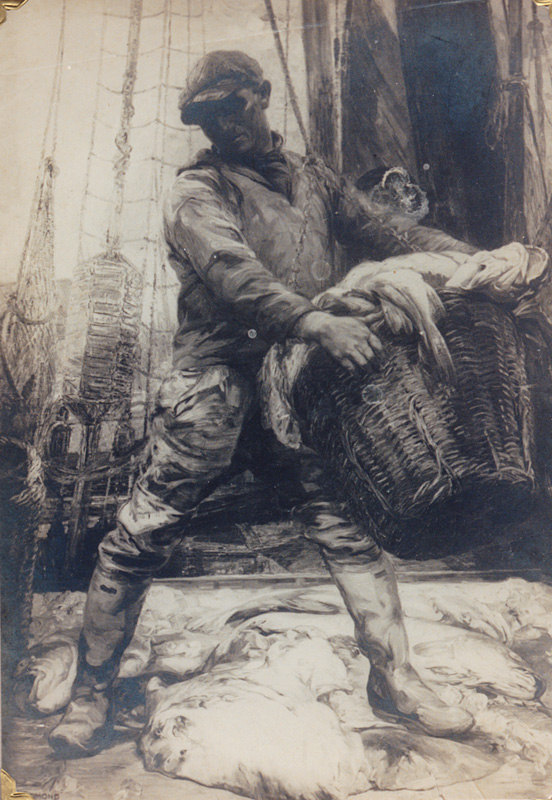
Visser Oostende
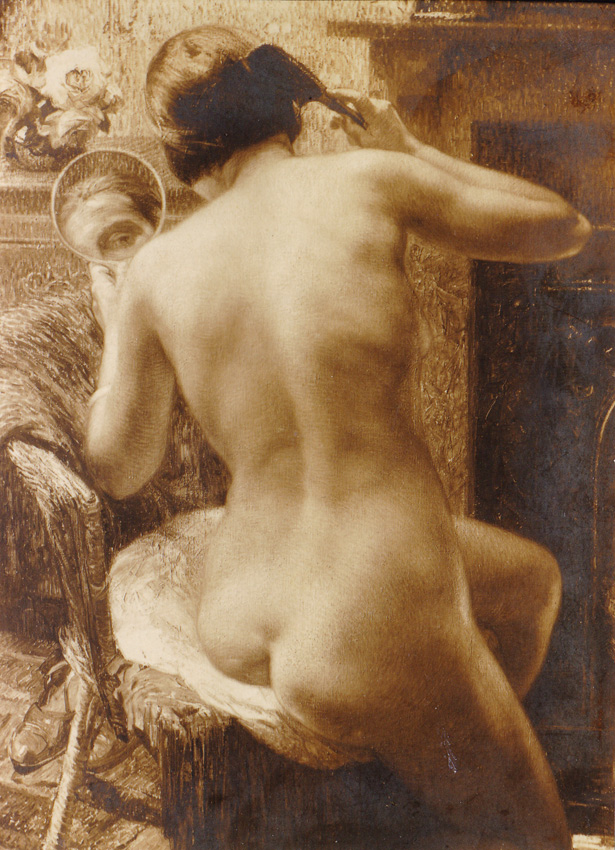
Naakt
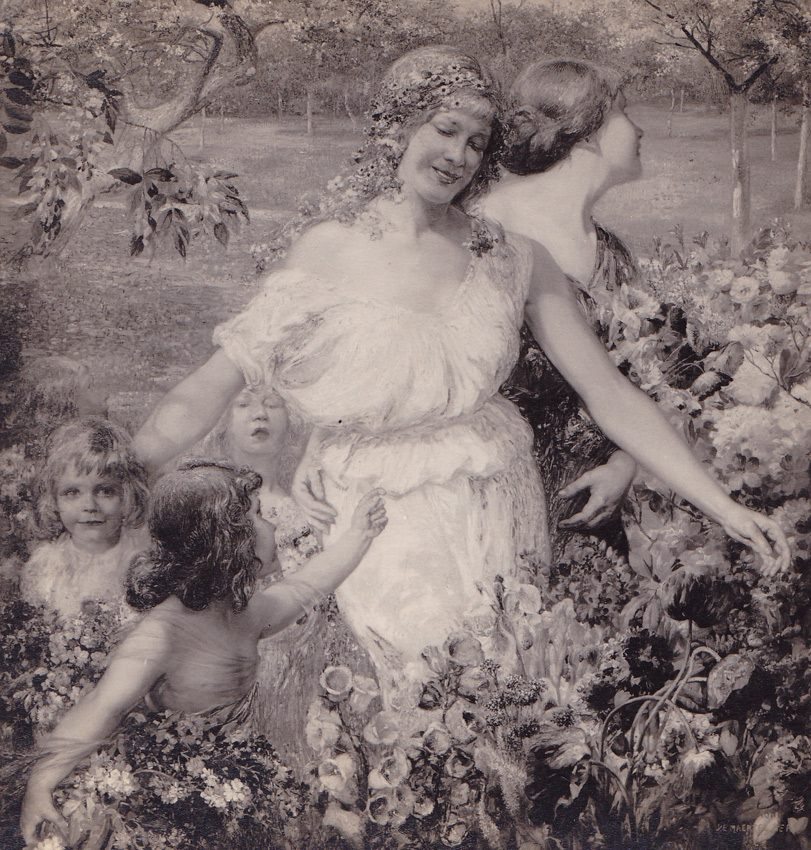
Lente
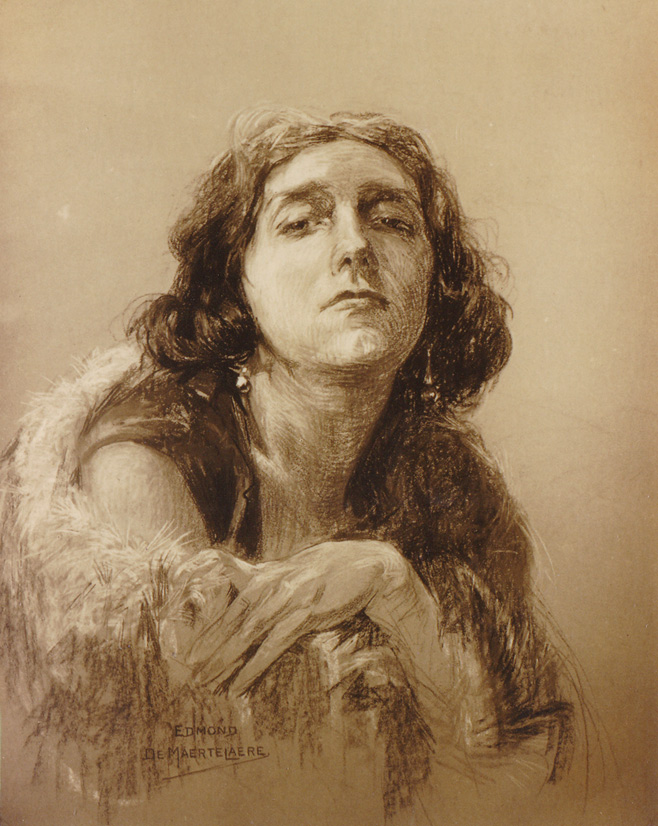
Meisje
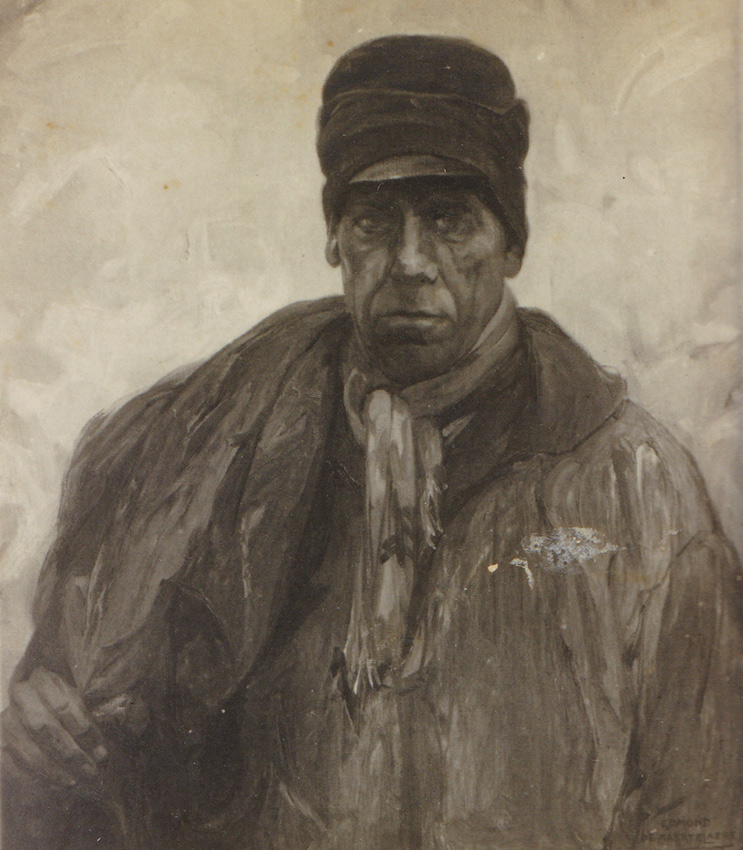
Portret Man
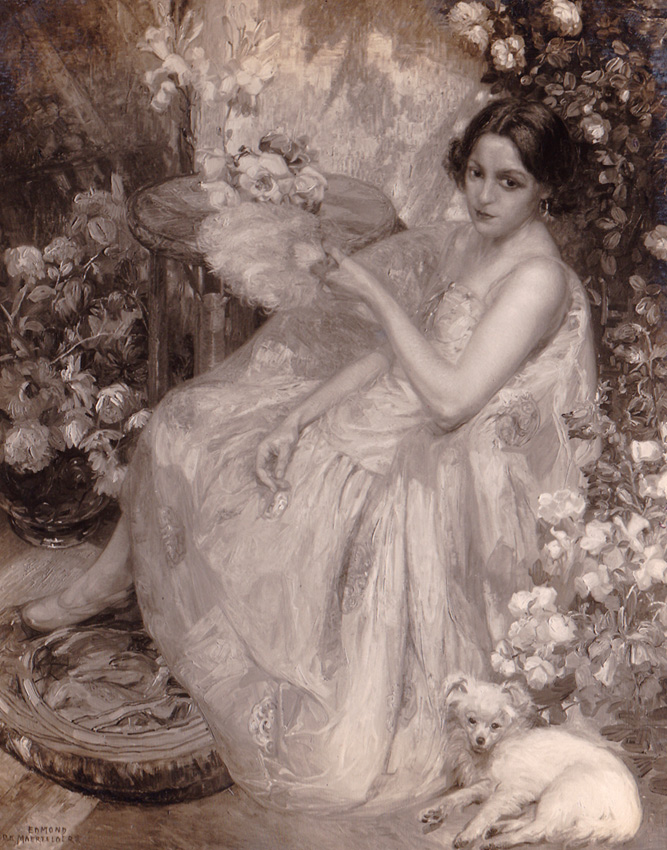
Portret vrouw en hond
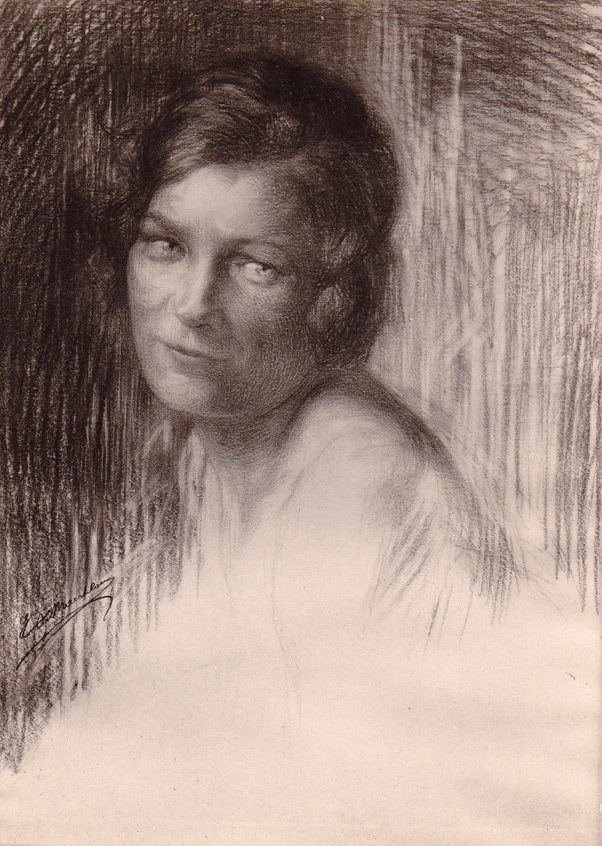
Vrouw
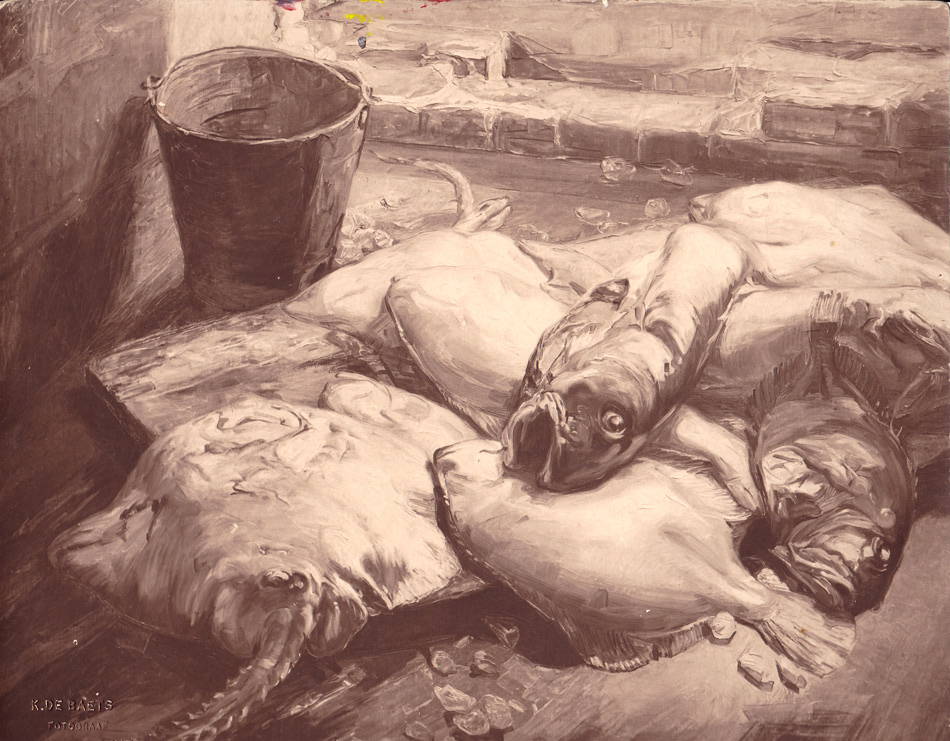
Vismand